# Helobdella stagnalis
Helobdella stagnalis — вид п'явок роду Helobdella з підродини Haementeriinae родини Пласкі п'явки. Інші назви "п'явка двоока", «клепсіна двоока», «герпоблелла ставкова», «п'явка пластинконоса».

## Опис
Досягає довжини 8-12 мм і ширини 2-4 мм. Тіло широке, коротке, сплощено в спинно-черевному напрямку. Передня частина (голова) доволі широка з великою присоскою. Поступово звужується на заднього кінця. Має 1 пару досить великих очей. Звідси походять одна з її назв. На спині між 12-м і 13-м сегментами розташовано округлу пластинку.
Забарвлення сірувато-біле, вкрито великою кількістю бурих цяток на спинний поверхні. Спинна пластинка має жовтий або коричневий колір.

## Спосіб життя
Належить до мезосапробних червів. Зустрічається в стоячих і проточних водоймах (мілководних потоках і озерах, ставках та річках). Воліє триматися каміння, гнилого листя, водних рослин. Дуже рухлива, що полегшує їй напад на здобич. У той же час завдяки своїй рухливості вона значно частіше потрапляє в шлунки риб. Живиться личинками водних комах, хробаками, личинками рівноногих ракоподібних, молюсків та амфібіонтних комах, яких заковтує цілком.
Процес парування й розмноження відбувається в липні—серпні. Наступної весни ще раз відкладає яйця і гинуть. В одній кладці, що знаходяться в 2 коконах, може бути від 7 до 37 яєць. Кокони носить на череві. Зростає дуже швидко.
Тривалість життя 1 рік.

## Розповсюдження
Поширена в Європі, Азії (Японія, Корейський півострів, практично весь Китай, Індія, Непал), Північній Африці, Північній та Південній Америці (насамперед Бразилія, Парагва).